# Lee Geon (cầu thủ bóng đá)
Đây là một tên người Triều Tiên, họ là Lee.
Lee Geon (tiếng Hàn: 이건; sinh ngày 8 tháng 1 năm 1996) là một cầu thủ bóng đá Hàn Quốc thi đấu ở vị trí tiền đạo chạy cánh cho Ansan Greeners ở K League 2.

## Sự nghiệp
Lee Geon has gia nhập newly formed club Ansan Greeners FC năm 2017.